# Grezzo 2
No debe confundirse ni asociarse con la empresa Grezzo.
Grezzo 2 es un videojuego de disparos en primera persona desarrollado por el diseñador de videojuegos italiano Nicola Piro y estrenado en 2012. Este videojuego es una modificación de conversión total del videojuego Doom de 1993 y su desarrollo comenzó a principios de la década de 2000, con esa versión llamada Grezzo 1, momento en el cual Nicola Piro todavía asistía a la escuela secundaria.
La trama sigue la aventura del granjero pagano Piro que, molesto y disgustado por el cristianismo, planea matar a Jesucristo para evitar el surgimiento de su fenómeno religioso. Las partidas requieren que el jugador enfrente varios niveles, derrotando enemigos y jefes y usando una amplia gama de armas. En el videojuego aparecen muchas personalidades conocidas de la cultura contemporánea de Italia, así como referencias extremadamente satíricas hacia problemáticas sociales, políticas y religiosas de este país.
Después de su estreno en 2012, Grezzo 2 recibió una atención significativa, tanto dentro como fuera de su país de origen, debido a su contenido extremadamente blasfemo, vulgar y violento.

## Jugabilidad
Al igual que Doom, la jugabilidad de Grezzo 2 requiere que el jugador navegue hasta la salida de cada nivel mientras trata de sobrevivir a varios peligros en el camino. El videojuego contiene una exhaustiva variedad de armas, muchas de las cuales están tomadas de otros mods de Doom Engine; tales armas incluyen botellas de cerveza, rifles de plasma, lanzadores de crucifijos y el "Lanciaratzinger", un poderoso cañón que lanza sprites digitalizados del Papa Benedicto XVI. Grezzo 2 contiene una cantidad igualmente exhaustiva de PnJs extraídos de varios videojuegos y mods, como los peatones de Carmageddon y los sectarios de Cabal vistos en Blood. Independientemente de su letalidad, a menudo se requiere que el jugador sacrifique grandes cantidades de PNJs para progresar. Ocasionalmente, el jugador lucha contra poderosos enemigos "jefes" que representan figuras prominentes del cristianismo, como el Papa Juan Pablo II, Jesucristo y Dios.

## Trama
El protagonista de Grezzo 2 es Piro, un granjero pagano de Perugia, Italia. Amargado por el auge del cristianismo, Piro se embarca en una ola de asesinatos, siendo su primer objetivo la iglesia que celebra el aniversario de bodas de plata de sus abuelos. Piro masacra la recepción del evento y muere poco después; luego cae en el Más Allá para ser juzgado por Dios, quien es representado como un hombre malhumorado y malhablado adornado con túnicas de culto. Dependiendo de las acciones del jugador, Piro puede luchar y matar a Dios, o evitar la lucha y escapar del Más Allá.
Después de regresar a la Tierra y matar a muchos otros, Piro inicia un plan para matar a Jesucristo en su infancia, evitando así la creación del cristianismo. Piro se infiltra en el útero de la Virgen María y mata al Jesús gestante en su interior. Oportunamente aparece un huevo donde Jesús muere, que Piro fertiliza con su semen. De este huevo nace un nuevo Piro, que explota gráficamente en la Virgen María, matándola. El renacido Piro saca un banyo y toca una canción para los Reyes Magos que estaban al lado de la Virgen María.

## Desarrollo
Grezzo 1, el predecesor de Grezzo 2, fue desarrollado por Nicola Piro en la sala de computación de la clase de religión de su escuela secundaria. Piro insertó algunas semejanzas a sus amigos en el videojuego, que se distribuyó por toda la escuela. Según Piro, fue prohibido rápidamente en la escuela una vez que los maestros se enteraron de su contenido. Debido a que Grezzo 1 contenía una gran cantidad de chistes que solo sus compañeros de clase podrían descifrar, Piro decidió no distribuir el videojuego al público. El desarrollo de Grezzo 2 tomó dos años, uno de los cuales Piro dedicó en su totalidad a investigar los editores y los activos que utilizaría para crearlo. Según admite Piro, gran parte del contenido de Grezzo 2 se toma de otros videojuegos, como Blood y Carmageddon. Piro modificaba con frecuencia el contenido para satisfacer sus propias necesidades, a menudo introduciendo referencias a la cultura pop italiana. En este sentido, muchas celebridades y políticos italianos prominentes aparecen representados en Grezzo 2, típicamente en el papel de antagonistas.
Al discutir su visión de Grezzo 2, Piro explicó: "Realmente quería crear un videojuego que molestara a cualquier madre, cualquier organización religiosa, algo vulgar e inaudito". En otra entrevista, Piro pensó que Grezzo 2 representa cómo ve el mundo: "Para mí, el mundo es así: ¡el Papa es obviamente un monstruo, un enemigo, y todo se lleva en exceso!" Grezzo 2 se ejecuta en Skulltag, una versión modificada de Doom Engine que admite sistemas operativos modernos y proporciona servicios adicionales para los creadores de mods.

## Recepción
Como resultado de la violencia gráfica, el contenido sexual y la irreverencia hacia las figuras religiosas que se aprecian en Grezzo 2, el videojuego recibió una gran cantidad de atención de los medios. Numerosos periodistas han caracterizado el contenido de Grezzo como blasfemo. La editora de Kotaku, Patricia Hernández, describió irónicamente el contenido del mod como "Asesinato de niños, asesinato de sacerdotes, asesinato de Barney el Dinosaurio, asesinato de Mario, asesinato de Buda... realmente, solo asesinato y asesinato; nada es sagrado". En 2015, el sitio web Twitch para streaming en vivo de videojuegos agregó Grezzo 2 a su lista de videojuegos prohibidos, evitando así que sus usuarios pudieran realizar streaming de este título.
Grezzo 2 recibió una mención honorífica durante los Cacowards 2012, y el reseñante calificó al videojuego como "la cosa más psicótica que se lanzará este año", al tiempo que elogió la presentación exagerada como "tan mala que es asombrosa".

## Legado
Después de Grezzo 2, Giochi Penosi desarrolló y lanzó Super Botte & Bamba II Turbo, un videojuego de lucha en 2D cuya lista incluye varios personajes de la cultura trash italiana. En marzo de 2018, Giochi Penosi anunció la secuela de Grezzo 2, llamada GrezzoDue 2 (lit. Grosero Dos 2).